# Иван Хаджистоенчев
Иван Хаджистоенчев Тачев е български революционер, деец на Върховния македоно-одрински комитет.

## Биография
Иван Хаджистоенчев е роден на 7 януари 1877 година в Стара Загора. По-малкият му брат Тачо е също участник в революционното движение и офицер. Иван получава основно образование в родния си град и във френския пансион „Св. Августин“ в Пловдив. Владеейки добре немски и френски, още като ученик работи в княжевската канцелария в двореца в София. Награден лично от княз Фердинанд с медал „За заслуги“. След отбиване на военната си служба през 1900 г. прави опит да влезе в Македония с четите на Тошо войвода и Кочо Аврамов, но са заловени от българската полиция в Дупница и се завръща в родния си град. През 1902 година навлиза в Македония заедно с Тошо войвода и поручик Христо Саракинов като секретар на четата. Участва в сражения с четата на Яне Сандански от ВМОРО на 25 юли при Храсна и на 31 юли в местността „Харамийската чешма“ между селата Голешево, Калиманци и Петрово. По време на сражението се губи в гората, на 2 август попада на засада и е убит край Ковачево.